# Kuskokwim (fiume)
Il Kuskokwim (o Kusko) è un fiume che scorre nel sud-est dell'Alaska (Stati Uniti).
Con i suoi 1.165 km è il nono fiume statunitense per lunghezza.
Sfocia nella Baia di Kuskokwim, nel Mare di Bering, e se si eccettua la parte vicina alla fonte, il fiume scorre piatto per il suo intero corso, caratteristica che lo rende particolarmente adatto per i trasporti fluviali.
Il nome Kuskokwim deriva dalla parola Yupik Kusquqvak, che significa "grande cosa che si muove lentamente".

## Corso
Nasce alla confluenza dei fiumi East Fork Kuskokwim e North Fork Kuskokwim, e scorre in direzione sud-ovest fino alla Baia di Kuskokwim, nel Mare di Bering.

## Economia
Le principali attività economiche che si sono svolte storicamente lungo il corso del fiume sono la pesca di salmoni e la caccia agli animali da pelliccia con apposite trappole.
Sul greto del fiume, a partire dal 1901, venne scoperto e raccolto l'oro, con una produzione totale di 3,5 milioni di once.